# Piper polygynum
Piper polygynum är en pepparväxtart som beskrevs av C. Dc.. Piper polygynum ingår i släktet Piper och familjen pepparväxter. Inga underarter finns listade i Catalogue of Life.